# Лустенко, Андрей Юрьевич
Андрей Юрьевич Лустенко (укр. Андрій Юрійович Лустенко; род. 16 июня 1975, Ворошиловград, Ворошиловградская область, Украинская ССР, СССР) — украинский прозаик, публицист, критик, эссеист, литературовед и государственный деятель подконтрольной России Луганской Народной Республики, доктор философских наук, профессор. Министр образования и науки Луганской Народной Республики (4 января 2021 — 8 июля 2022).
Из-за нарушения территориальной целостности Украины во время российско-украинской войны находится под персональными международными санкциями всех стран Европейского союза, а также, Великобритании, Канады, Швейцарии, Японии и Украины.

## Биография
Родился 16 июня 1975 года в Ворошиловграде. Учился в 37-й школе. Окончил Восточноукраинский национальный университет (в Луганске). Научные интересы включают философские проблемы культуры и литературы, философию истории, религиозную метафизику. С 2013 года — доктор философских наук. С 2014 года работал в Восточноукраинском национальном университете имени Владимира Даля. Возглавлял Департамент контрольно-надзорной деятельности Луганской Народной Республики.
В январе 2021 года назначен Министром образования и науки Луганской Народной Республики. 8 июля 2022 года снят с должности.

## Международные санкции
Из-за нарушения территориальной целостности и независимости Украины во время российско-украинской войны находится под персональными международными санкциями разных стран.
8 апреля 2022 года, на фоне вторжения России на Украину, попал под санкции стран Евросоюза так как «он участвовал в политике и/или действиях, которые дестабилизируют Украину и/или подрывают или угрожают территориальной целостности, суверенитету или независимости Украины».
26 апреля 2022 года включён в санкционный список Канады «за соучастие в продолжающихся нарушениях суверенитета и территориальной целостности Украины со стороны российского режима».
По аналогичным основаниям, с 3 марта 2022 под персональными санкциями Японии. С 13 апреля 2022 года находится под санкциями Великобритании и под санкциями Швейцарии. Указом президента Украины Владимира Зеленского с 19 октября 2022 года находится под санкциями Украины.

## Публикации

### Книги
- «Хронотоп Київської Русі як соціокультурний феномен» (2003)
- «Універсум історії» (2003)
- 19 «Повседневность обыденности в философско-эстетическом контексте» (Киев, 2011)
- «Естетика буденності» (2012)
- «Квайдан: побег в ужас и совесть» (2016)
- «Глаза (Диоптрик)» (2016)

### Статьи
Публиковался в журналах: «Крылья» (Луганск), «Мультіверсум» (Киев), «Практична філософія» (Киев), «Філософські дослідження» (Луганск), «Вопросы культурологи» (Москва), газетах: «XXI век», «Республика». Автор 40 научных публикаций и монографий, среди них:
- Формування суспільної свідомості Київської Русі в умовах східних та західних впливів : автореф. дис… канд. філос. наук: 09.00.03 / Лустенко Андрій Юрійович ; Ін-т філософії ім. Г. С. Сковороди НАН України. — К., 2002. — 20 с.
- Естетика буденності : монографія / Лустенко А. Ю. ; Східноукр. нац. ун-т ім. Володимира Даля. — Луганськ : Вид-во СНУ ім. В. Даля, 2011. — 355 с. — Бібліогр.: с. 344—355. — 100 прим. — ISBN 978-966-590-913-2
- Філософська рефлексія та повсякдення / А. Ю. Лустенко // Філософська думка. — 2007. — № 3. — С. 38-46.

## Семья
Есть дочь.